# وابول
وابول هو شخصية شرير خيالية في مسلسل أنمي ون بيس ولقد ظهر لأول مرة في حلقة 79 من سلسلة الأنمي وهو ملك مملكة ديرم ولقد ظهر عندما كان يتعارك مع لوفي وتشوبر.

## صفاته
له جسد كالطبل وفك من حديد يحب أكل الخشب والسكاكين ويستطيع أن يقلل من حجمة لكي يصير نحيف وتعتبر الجائزة على رأسة 38,000,000 بيلي وله مساعدان يساعدانه في أعمال الشر.

## روابط خارجية
- مۈضۈع مميز عن وابول ملك مملكة درام ون بيس أراب نيتورك.